# فهرست وابسته‌های دیپلماتیک در عراق
در زیر فهرست سفارتخانه‌ها در عراق آورده شده‌است:

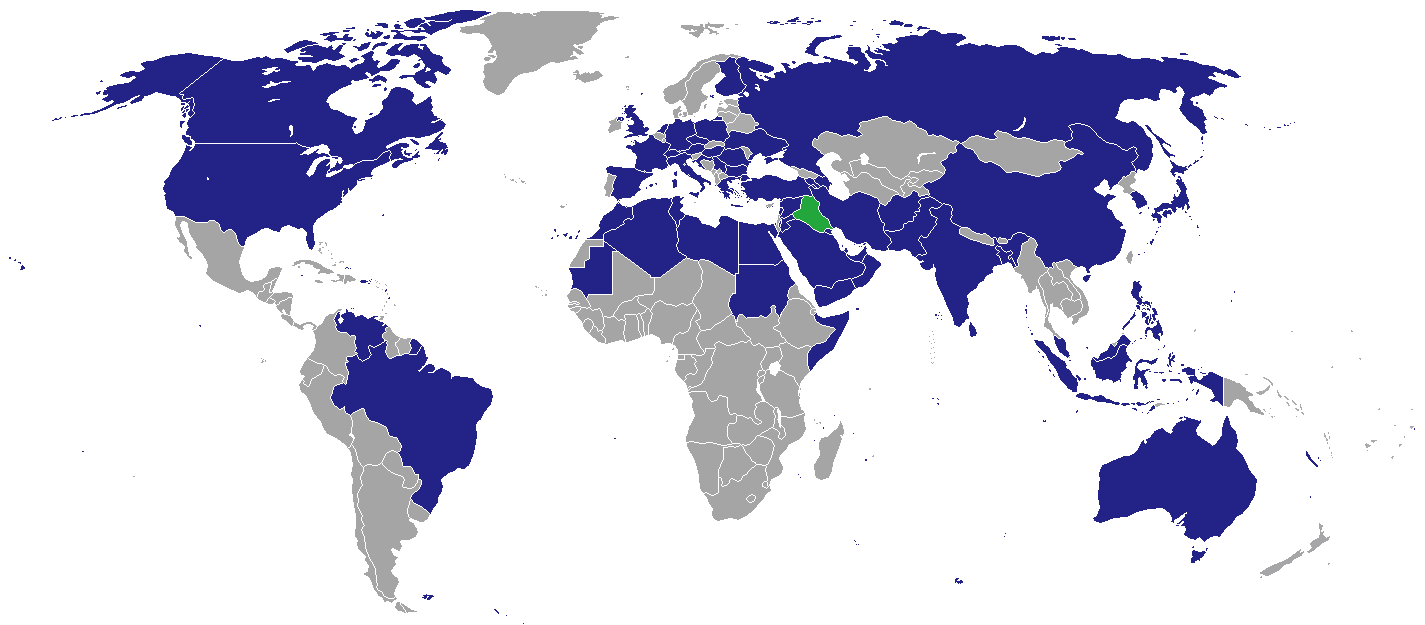
نقشه نمایندگی‌های دیپلماتیک در عراق

## سفارت‌ها دربغداد
1. آلمان
2. اردن
3. ایالات متحده آمریکا
4. الجزایر
5. اسپانیا
6. افغانستان[الف]
7. ارمنستان
8. استرالیا
9. جمهوری آذربایجان
10. بنگلادش
11. برزیل
12. بحرین
13. بلغارستان
14. چین
15. کانادا
16. جمهوری چک
17. کرواسی
18. مصر
19. فرانسه
20. فنلاند
21. یونان
22. مجارستان
23. هند
24. هلند
25. اندونزی
26. ایتالیا
27. ایران
28. ژاپن
29. کویت
30. لبنان
31. عمان
32. فیلیپین
33. فلسطین
34. پاکستان
35. لهستان
36. قطر
37. رومانی
38. روسیه
39. عربستان سعودی
40. صربستان
41. سوئد
42. سومالی
43. سوریه
44. کره جنوبی
45. سودان
46. ترکیه
47. تونس
48. امارات متحده عربی
49. بریتانیا
50. اوکراین
51. واتیکان
52. ونزوئلا
53. یمن

## جنرال کنسولگری‌ها و کنسولگری‌ها

### اربیل،اقلیم کردستان عراق
1. آلمان
2. اردن
3. بریتانیا
4. ایالات متحده آمریکا
5. چین
6. جمهوری چک
7. فرانسه
8. یونان
9. مجارستان
10. هند
11. ایران
12. ژاپن
13. عربستان سعودی
14. کویت
15. کره جنوبی
16. هلند
17. فلسطین
18. لهستان
19. روسیه
20. سودان
21. ترکیه
22. امارات متحده عربی

### سلیمانیه،اقلیم کردستان عراق
1. ایران

### بصره
1. مصر (جنرال کنسولگری)
2. ایالات متحده آمریکا (جنرال کنسولگری)
3. کویت (جنرال کنسولگری)
4. دانمارک (دفتر تجارت)
5. روسیه (جنرال کنسولگری)
6. ایران (جنرال کنسولگری)
7. ترکیه (جنرال کنسولگری)

### نجف
1. ایران
2. بحرین

### کربلا
1. ایران

## سفارت‌های غیر مقیم

### مقیم درامان
1. اتریش
2. برونئی
3. قزاقستان
4. مراکش
5. نروژ
6. مالزی
7. سوئیس
8. تایلند

### مقیم درابوظبی
1. پرتغال

### مقیم درقاهره
1. آنگولا
2. بولیوی
3. جمهوری آفریقای مرکزی
4. اکوادور
5. لیبی
6. چاد
7. کره شمالی
8. نیکاراگوئه
9. تانزانیا
10. زیمبابوه
11. زامبیا

### مقیم درریاض
1. ساحل عاج
2. کوبا
3. قبرس
4. گینه
5. کنیا
6. مالدیو
7. جمهوری ایرلند
8. سیرالئون
9. ترکمنستان
10. تاجیکستان

### مقیم درتهران
1. غنا
2. گینه بیسائو
3. ویتنام

### مقیم در شهرهای دیگر
1. لائوس (شهر کویت)
2. کلمبیا (بیروت)
3. توگو (شهر کویت)
4. تونگا (کانبرا)
5. بوتان (کشور) (شهر کویت)

## نکات
1. ↑  تا 19 ژانویه 2022، هیچ کشوری هنوز امارت اسلامی افغانستان را به عنوان دولت قانونی افغانستان به رسمیت نشناخته است.